# Олексіївська сільська рада (Генічеський район)
Олексíївська сільська́ ра́да — адміністративно-територіальна одиниця та орган місцевого самоврядування у Генічеському районі Херсонської області. Адміністративний центр — село Олексіївка.

## Загальні відомості
Олексіївська (до 2016 року — Щорсівська) сільська рада утворена у 1966 році.
- Територія ради: 47,852 км²
- Населення ради: 1 556 осіб (станом на 2001 рік)

## Населені пункти
Сільській раді підпорядковані населені пункти:
- с. Олексіївка
- с. Бойове
- с. Ярошик